# HD147670
HD147670 — хімічно пекулярна зоря спектрального класу B8, що має видиму зоряну величину в смузі V приблизно  7,8.
Вона  розташована на відстані близько 2965,1 світлових років від Сонця.

## Фізичні характеристики
Телескоп Гіппаркос зареєстрував фотометричну змінність  даної зорі з періодом    5,43 доби в межах від  Hmin= 7,87 до  Hmax= 7,80.